# Ilja Glina
Ilja (Izrail) Iljicz Glina (ros. Илья (Израиль) Ильич Глина, ur. 1908 w Charkowie, zm. 1960 w Moskwie) – funkcjonariusz radzieckich organów bezpieczeństwa, pułkownik, zastępca ludowego komisarza spraw wewnętrznych Kazachskiej SRR (1941-1942).
Z pochodzenia Żyd, w latach 1919-1921 pracował w fabryce, później w komunach rolniczych. Do 1929 słuchacz fakultetu robotniczego, od 1924 w organach OGPU od 1932 kandydat na członka, a od 1937 członek WKP(b). Od września 1935 do października 1937 funkcjonariusz miejskiego oddziału NKWD w Mikołajowie, 20 czerwca 1936 mianowany młodszym porucznikiem bezpieczeństwa państwowego, od października 1937 do kwietnia 1938 zastępca szefa wydziału Zarządu NKWD obwodu mikołajowskiego. Od maja 1938 do marca 1939 szef Wydziału NKWD Kazachskiej SRR, od marca 1939 do 15 marca 1941 szef Zarządu NKWD obwodu północnokazachskiego (obecnie obwód karagandzki), od 17 maja 1939 starszy porucznik, a od 29 maja 1940 kapitan bezpieczeństwa państwowego. Od 15 marca do 6 sierpnia 1941 zastępca ludowego komisarza spraw wewnętrznych Kazachskiej SRR ds. milicji i szef Wydziału Milicji Robotniczo-Chłopskiej, od 6 sierpnia 1941 do 13 maja 1942 zastępca ludowego komisarza spraw wewnętrznych Kazachskiej SRR. Od 13 maja 1942 zastępca szefa Wydziału Specjalnego NKWD 24 Armii, od 6 września 1942 szef Wydziału Specjalnego NKWD 64 Armii, 15 grudnia 1942 awansowany na majora bezpieczeństwa państwowego, a 14 lutego 1943 na pułkownika bezpieczeństwa państwowego. Od kwietnia 1943 szef Wydziału Specjalnego NKWD 7 Gwardyjskiej Armii, od kwietnia do 15 listopada 1943 szef UKR "Smiersz" 7 Gwardyjskiej Armii. Od lutego 1944 do maja 1945 zastępca szefa UKR "Smiersz" 1 Frontu Ukraińskiego, od maja do grudnia 1945 zastępca szefa UKR "Smiersz" Centralnej Grupy Wojsk. Od grudnia 1945 do sierpnia 1946 szef UKR "Smiersz" Stepowego Okręgu Wojskowego, 1946-1949 zastępca szefa UKR MGB Turkiestańskiego Okręgu Wojskowego, 1949-1951 zastępca szefa UKR MGB Nadbałtyckiego Okręgu Wojskowego, następnie na emeryturze.

## Odznaczenia
- Order Czerwonego Sztandaru (trzykrotnie)
- Order Kutuzowa II klasy (31 maja 1945)
- Order Wojny Ojczyźnianej I klasy
- Order Czerwonej Gwiazdy (3 listopada 1944)
- Order „Znak Honoru” (26 kwietnia 1940)
- Odznaka "Zasłużony Funkcjonariusz NKWD" (19 grudnia 1942)
- 6 medali.